# Штайнау-ан-дер-Штрасе
Штайнау-ан-дер-Штрасе (нем. Steinau an der Straße) — город в Германии, в земле Гессен. Гессенский Штейнау также называют «Городом братьев Гримм», потому что они провели здесь часть своей юности.
Город подчинён административному округу Дармштадт. Входит в состав района Майн-Кинциг.  Население составляет 10 723 человека (на 31 декабря 2010 года). Занимает площадь 104,88 км². Официальный код — 06 4 35 028.
Город подразделяется на 12 городских районов.

## Город братьев Гримм
В городе действует дом-музей братьев Гримм. Сюжеты сказок Гримм встречаются в Штайнау в росписи фасадов домов; бронзовые фигурки героев сказок установлены прямо на улицах. В городе проходят тематические фестивали, представления, кукольные спектакли. Является промежуточным этапом туристического маршрута «Немецкая дорога сказок».

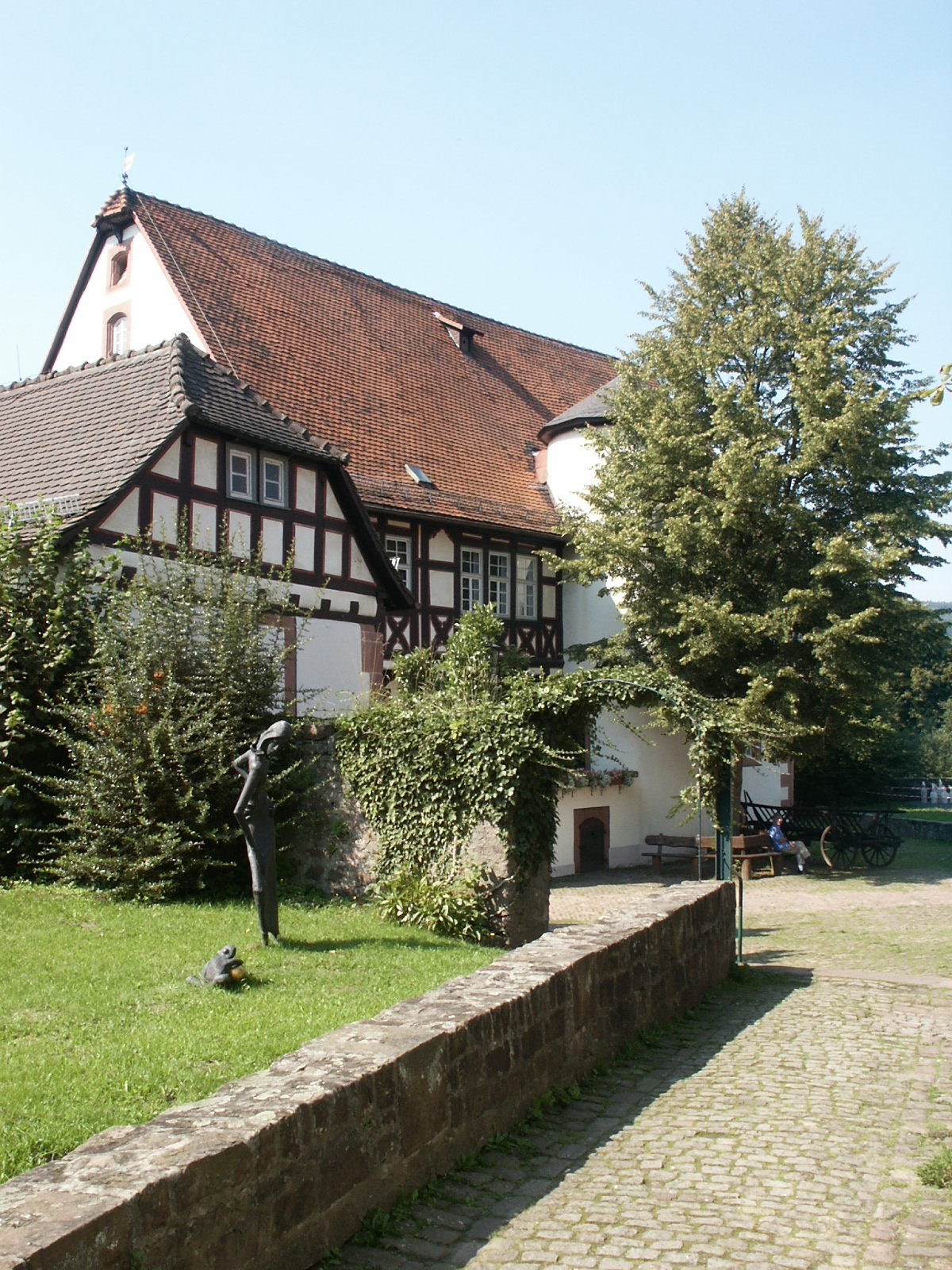
Дом-музей братьев Гримм
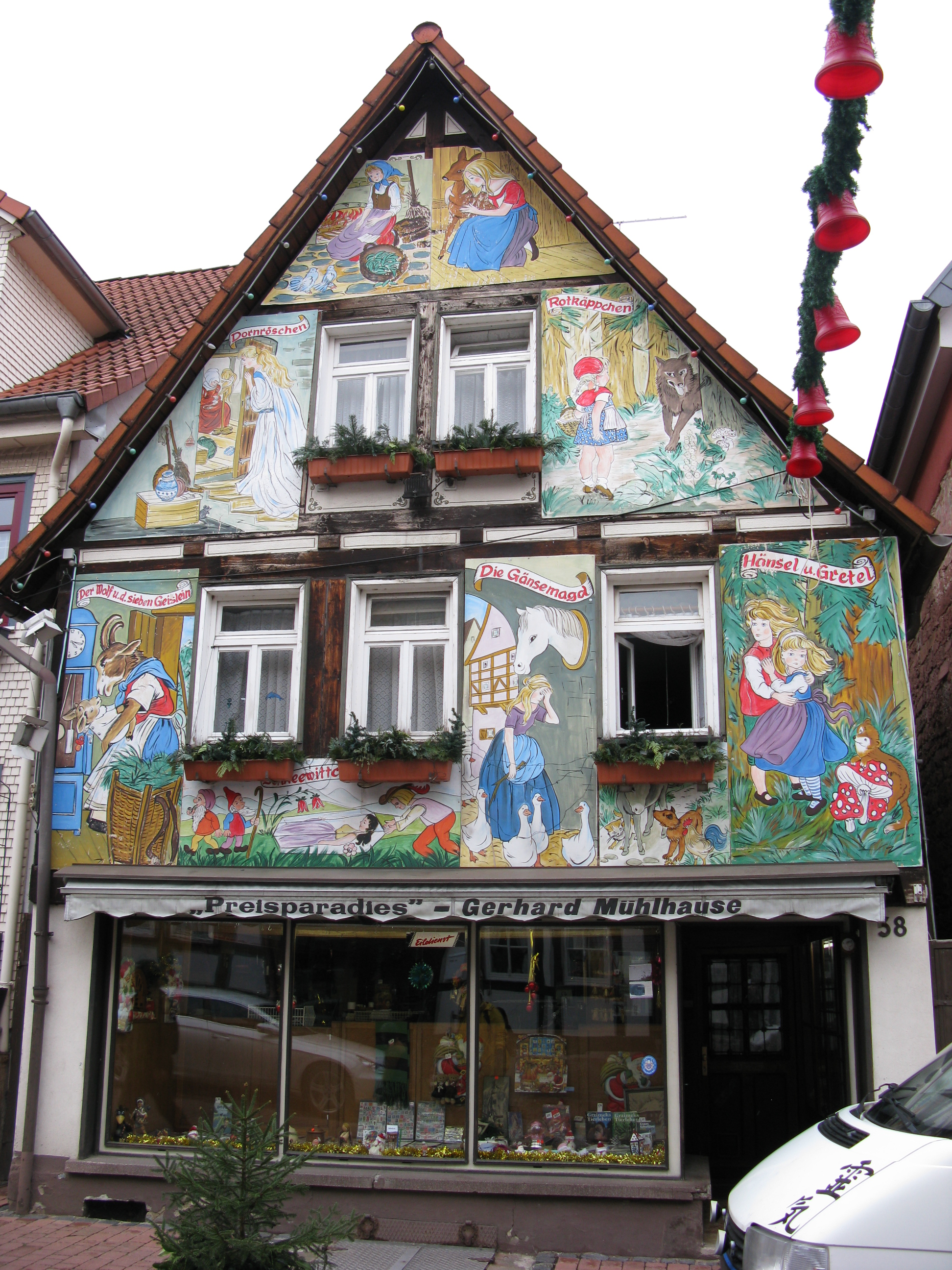
Дом Красной шапочки
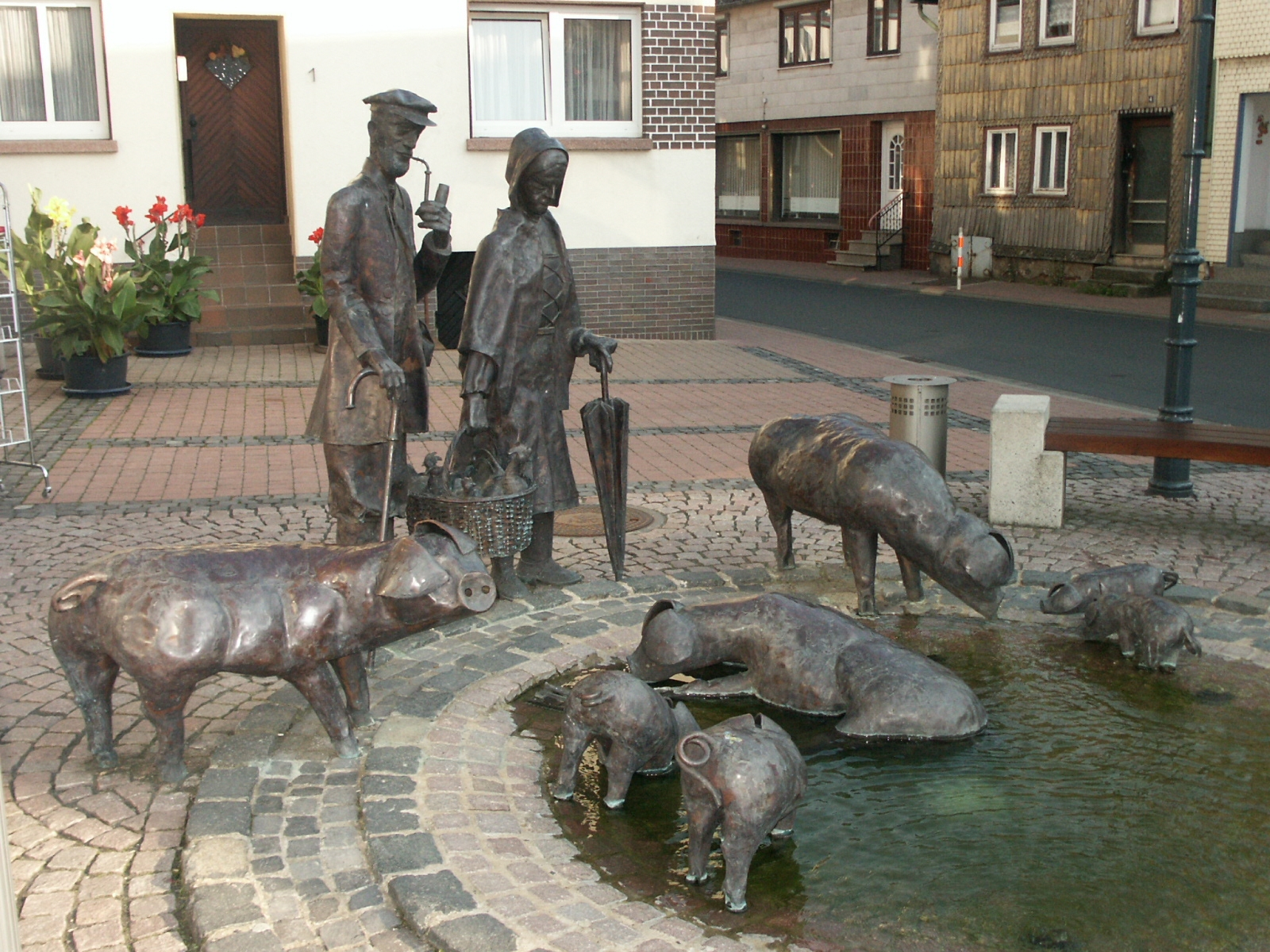
Фонтан со свиньями